# 巴甘側帶小公魚
巴甘側帶小公魚（学名：Stolephorus baganensis）為輻鰭魚綱鲱形目鳀科的其中一種，分布於印度西太平洋區，包括印度、馬來西亞、印尼、香港、台灣、柬埔寨、汶萊、新加坡、泰國、越南等海域，棲息深度可達50公尺，本魚上頷突出，到達或超過前鰓蓋，上頜尖端附近縮進後凹，體長可達10公分，棲息在沿海，喜群游，可作食用魚。

## 擴展閱讀
- 維基物種上的相關：巴甘側帶小公魚